# Юрченко Валерій Вікторович
Вале́рій Ві́кторович Ю́рченко (12 лютого 1971, смт Лугини, Житомирська область — 1 вересня 2014, Лутугине, Луганська область) — капітан Збройних сил України, учасник російсько-української війни.

## Життєпис
Народився 1971 року в смт Лугини (Житомирська область).
Навчався в Омському військовому училищі, перевівся, закінчив Київське.
З дружиною зустрілися, коли були студентами — Марія навчалася в педагогічному інституті у Житомирі. Навчаючись в Росії, а перед тим в російськомовній школі, не міг нормально розмовляти українською мовою — дружина називала його «російськомовним бандерівцем». Одружилися 1994; потім поїхали у Високу Піч за направленням — там тоді була військова частина.
У 1998 році, після розформування гарнізону, переїхали до Новограда-Волинського — пішов на службу в 30-ту бригаду. Спочатку був заступником з технічної частини танкової роти, потім командиром роти.
Після 20 років служби в армії пішов на пенсію, працював водієм у будівельному магазині «Норма».
З початком війни мобілізований, командир взводу, заступник командира танкової роти з озброєння, 30-та окрема механізована бригада. В одному з боїв зазнав поранення в руку.
Загинув 1 вересня 2014 року під час виконання бойового завдання неподалік міста Лутугине Луганської області — його танковий екіпаж при виході з оточення потрапив під обстріл.
Похований в смт Лугини 5 вересня 2014-го.
Без Валерія лишилась дружина Марія, з якою провів 19 років життя, та 11 хрещеників.

## Нагороди та вшанування
- 14 листопада 2014 року за особисту мужність і героїзм, виявлені у захисті державного суверенітету та територіальної цілісності України, вірність військовій присязі під час російсько-української війни, відзначений — нагороджений орденом Богдана Хмельницького ІІІ ступеня (посмертно).
- Портрет Валерія Юрченка розміщений на меморіалі «Стіна пам'яті полеглих за Україну» у Києві: секція 4, ряд 6, місце 11
- Вшановується 1 вересня на щоденному ранковому церемоніалі вшанування захисників України, які загинули цього дня у різні роки внаслідок російської збройної агресії.[2]
- Почесний громадянин міста Новоград-Волинський (посмертно; рішення Новоград-Волинської міської ради від 24.07.2020 № 1002)[3].
- Одна з вулиць селища Лугини носить ім'я Валерія Юрченка .